# بيف وهيركول
بيف وهيركول (بالفرنسية: Pif et Hercule)‏ هي عبارة عن مجموعة قصص فرنسية مصورة ابتكرها جوزيه كابريرو أرنال (بالفرنسية: José Cabrero Arnal)‏، تتحدث عن كلب (بيف)، وصديقه القط (هيركول)، واللذان يتعاركان بشكل مستمر.
ظهرت شخصية بيف أولاً في مجلة لومانيتيه (بالفرنسية: L'Humanité)‏ الفرنسية في 28 مارس 1948، ثم ظهرت شخصية هيركول بعد ذلك بسنتين.
ظهرت شخصيتا بيف وهيركول في سلسلة أفلام رسوم متحركة (كارتون) من 65 حلقة عام 1989، وكل حلقة تستمر 26 دقيقة. السلسلة من إنتاج يوروب إيميجيس - إم سانك (Europe Images/M5) في فرنسا، وقد تم دبلجة هذ ه السلسلة إلى العربية من قبل فنانين أردنيين.

## المصدر
ويكيبيديا الإنجليزية.

## وصلة خارجية
- بيف وهيركول على موقع IMDb (الإنجليزية)
- بيف وهيركول على موقع كينوبويسك (الروسية)
- بيف وهيركول على موقع ألو سيني (الفرنسية)
- بيف وهيركول على موقع قاعدة بيانات الفيلم (الإنجليزية)

- مقدمة بيف وهيركول في النسخة العربية على يوتيوب
- مقدمة بيف وهيركول في النسخة الفرنسية-موقع يوتيوب على يوتيوب
- مقدمة بيف وهيركول في النسخة الفرنسية-موقع دايلي موشن